# Elite Beat Agents
Elite Beat Agents är ett rytmiskt musikspel till Nintendo DS och en uppföljare i samma anda till det japanska spelet Osu! Tatakae! Ouendan som är skapat av iNiS.
Ouendan blev aldrig någon rejäl succé i Japan, men det noterades hur spelet var väldigt populärt bland importörer. När Nintendo och iNiS såg det beslutade de sig för att göra en västanpassad version av spelet, vilket alltså är Elite Beat Agents.

## Handling
EBA:s handling är ganska lik Ouendans, grundidén är densamma i att man styr några musikanter som hjälper folk i vardagen. Exempel på problem är hur man ska hjälpa en filmproducent i sitt filmskapande, om det går bra gör han en bra film, om det går dåligt blir filmen dålig.

## Spelmekanik
När man ska spela börjar man alltid med att välja en låt med tillhörande handling. Handlingen utspelas på ett serietidningsliknande sätt, med olika rutor och pratbubblor. När man valt låten får man först se en liten inledning i handlingen, som avslutas med att någon ropar på hjälp. Då börjar själva spelandet, där man spelar genom att använda Nintendo DS pekskärm på tre olika sätt.
- Hit Marker

Små cirklar som man ska trycka på i takt med musiken.
Denna typ används mest i spelet.
- Phrase Marker

Utdragna Hit Markers som man ska dra över med stylusen.
Dessa uppenbarar sig oftast vid utdragna toner.
- Spin Marker

En rund cirkel visar sig över hela pekskärmen, och man ska snurra den så fort som möjligt.
Dessa kan komma lite var som helst i en låt, men det finns nästan alltid en i slutet.

## Låtlista
Alla låtar i Elite Beat Agents är covers av kända låtar. Coverartisten inom parentes.
- Steriogram - "Walkie Talkie Man" (Jason Paige)
- Sum 41 - "Makes No Difference" (Vinn Lombardo)
- Avril Lavigne - "Sk8er Boi" (Angela Michael)
- Freddie Mercury/Queen - "I Was Born to Love You" (Paul Vivican)
- Stray Cats - "Rock This Town" (Mark Latham)
- Deep Purple - "Highway Star" (Kaleb James)
- Village People - "Y.M.C.A." (TC Moses)
- Earth, Wind and Fire - "September" (TC Moses)
- Jamiroquai - "Canned Heat" (Jason Paige)
- Madonna - "Material Girl" (Melissa Garber)
- Ashlee Simpson - "La La" (Laura Jane)
- Chicago - "You're the Inspiration" (Julian Miranda)
- David Bowie - "Let's Dance" (Delaney Wolff)
- Good Charlotte - "The Anthem" (Kevin Ridel)
- Hoobastank - "Without a Fight" (Kevin Ridel)
- The Rolling Stones - "Jumpin' Jack Flash" (Billy Fogarty)

Sedan, efter att man har uppnått vissa ranker, kan man låsa upp tre bonuslåtar. Dessa tre är:
- Cher - "Believe" (Lynn Rose)
- Jackson Five - "ABC" (TC Moses och Brittany Kertesz)
- Destiny's Child - "Survivor" (April Harmony)

1. ↑  spelets eftertexter.[källa från Wikidata]